# Potencjał dyfuzyjny
Potencjał dyfuzyjny – różnica potencjałów elektrycznych. Jest wynikiem różnych szybkości dyfundujących jonów dodatnich i ujemnych; różnica potencjałów powstająca na granicy zetknięcia roztworów o różnych aktywnościach jonów.
Jony dodatnie i ujemne dyfundują z roztworu o aktywności wyższej do roztworu o aktywności niższej. Podczas dyfuzji jony o większej ruchliwości wyprzedzają jony o ruchliwości mniejszej, wskutek czego wytwarza się pewne rozwarstwienie jonów na dodatnie i ujemne. Powstały w ten sposób gradient pola elektrycznego hamuje dalszą wędrówkę jonów ruchliwszych, a przyśpiesza ruch jonów powolnych, wyrównując w końcu ich prędkość.
Na granicy zetknięcia roztworów ustala się wtedy stan stacjonarny o charakterystycznej wartości różnicy potencjałów. Granica faz po stronie roztworu o niższej aktywności ma wtedy ładunek o znaku jonów bardziej ruchliwych.